# 臺北市立美術館
臺北市立美術館，簡稱北美館，是臺灣臺北市的公立美術館，位於臺北市中山區花博公園美術園區內，成立於1983年12月24日，是臺灣第一座當代美術館與第一座公立美術館。
作為臺灣首座公立美術館，自開館以來即肩負推動臺灣現當代藝術的保存、研究、發展與普及之使命。除整理臺灣近百年美術史外，亦持續關注發展中的當代藝術。運作方針為積極掌握全球視野，建構區域脈絡，扶植藝術人才，推動藝術教育，以促進藝術生態發展，提升全民文化修為和藝術涵養，臻於具審美觀、創造性與思辨力的當代社會。

## 建築

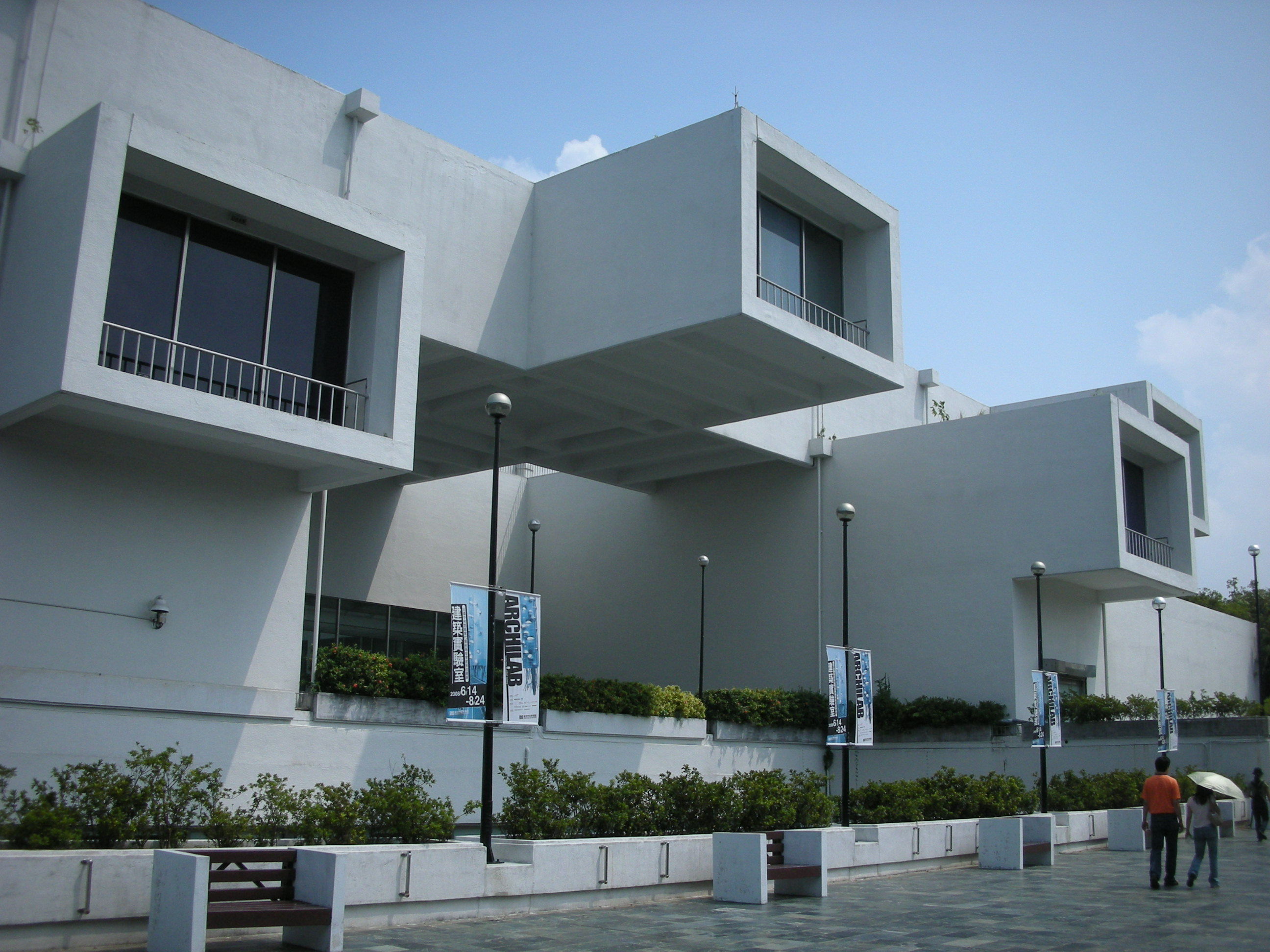
向外突出的斗拱造型結構體

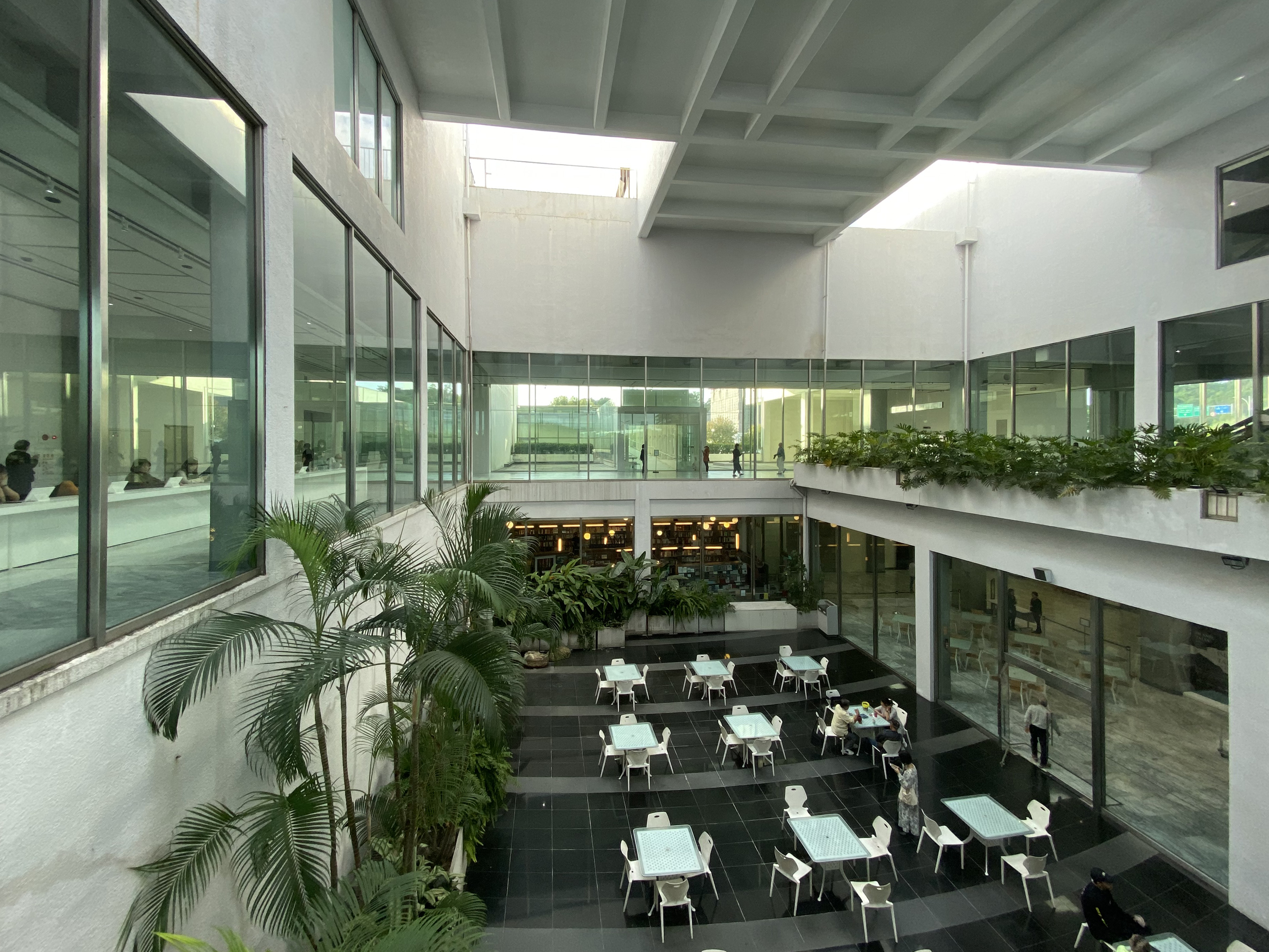
館內雕塑中庭

臺北市立美術館由臺灣戰後建築師高而潘所設計，建築採取低限灰白的國際現代主義風格，融合華人傳統建築四合院，以懸臂飛廊形式將斗拱元素交疊堆砌為「井」字形建築主體結構體，寓意美術館為文化之泉源活水。館內大廳挑高九米明亮開闊，對應地上三層及地下一層的展示空間，四周以玻璃帷幕採光，取代封閉牆面；中樞內庭承接自然光源，引入隨時間移轉的光影韻律，整體形塑為造型洗鍊、形式宏偉、量體輕盈、具文人氣韻、與庭園景觀相結合之建築。館體占地20,422平方公尺，平面展示空間為11,741平方公尺。

## 位置

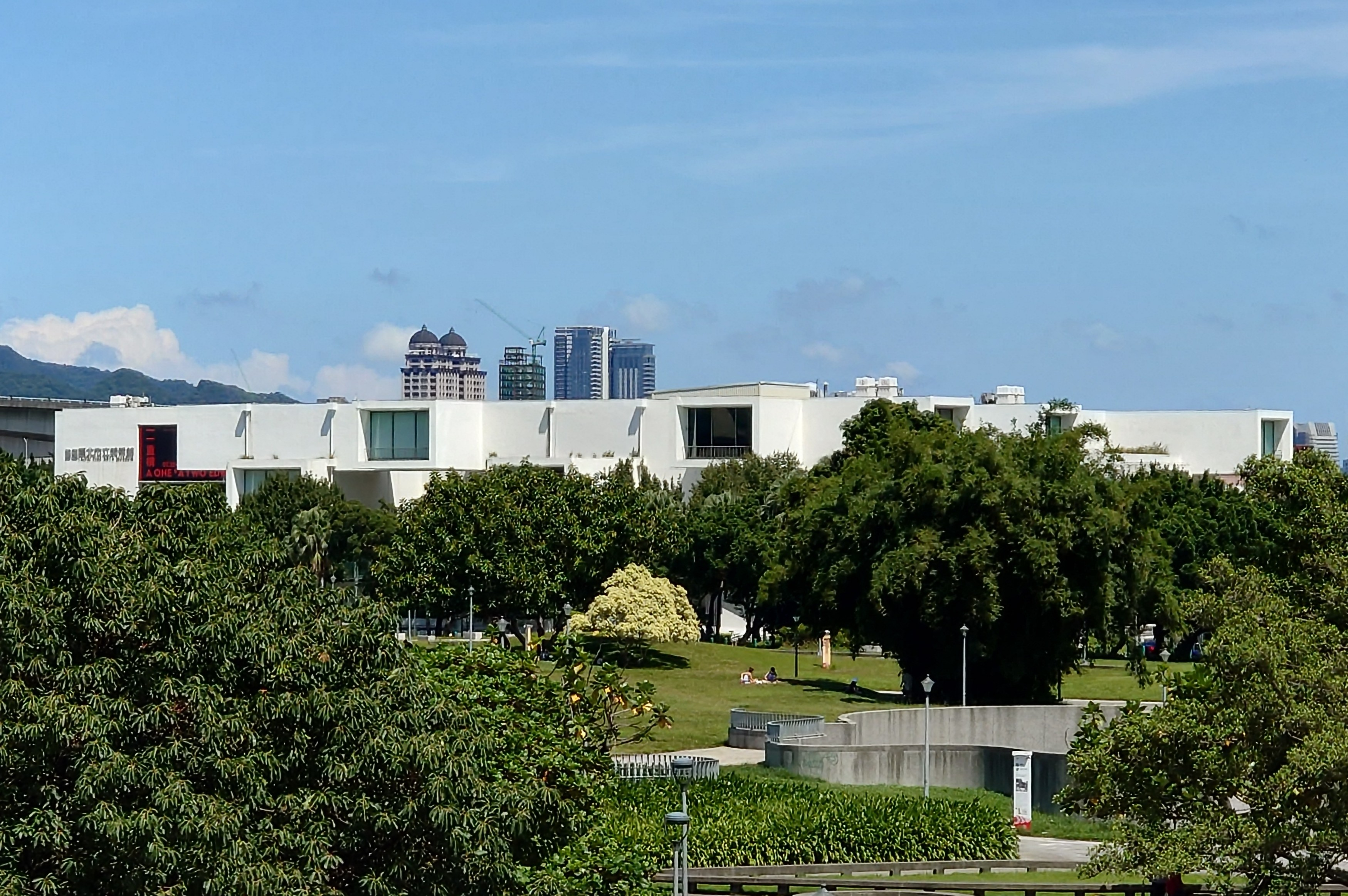
臺北市立美術館

該館位於臺灣臺北市中山區花博公園美術園區，舊址曾為美軍協防台灣司令部（USTDC）總部所在地，北側隔美術廣場有臺北故事館，再北邊為大佳河濱公園與基隆河，西邊隔中山北路與圓山園區相望，東邊為計程車休息站。

## 任務與目標

### 研究出版
研究是美術館重要功能與發展基石。北美館關注知識生產與藝術實踐之相互關聯，除了策展、學術研討、講座論壇等方式，亦著重展覽專輯、專書論叢、《現代美術》季刊與學報之出版。

### 展覽呈現
強調兼顧臺灣與全球特色的雙年展、藝術生態鏈結與育成的公開徵件計畫，亦由館方自製或與客座策展人合作之國內外專題策劃展、巡迴交流展，均促使臺灣現當代藝術蓬勃發展，並提升大眾的認知和參與。展區規劃強調空間美學與展間形制，一樓挑高寬闊，是台北雙年展、國際交流與國內大型當代專題展的展出舞台。二樓獨立與序列展間，是辦理專題回顧或典藏常設展的主要場地。三樓對稱廊道式展場，適宜舉辦對照性主題展或藝術家個展。地下樓廊道與獨立展區則適宜外光介入或控光的實驗性展出。

### 典藏管理
透過策展研究，計畫性地蒐藏臺灣現當代藝術作品，具體呈現以臺灣美術史為縱軸，以當代議題為剖面之典藏脈絡，兼及部分國際特色收藏，迄今達約5,000件代表作品。除妥適管理珍貴文化資產，進行登錄考據、維護裝裱及修復等，並積極運用，進行研究出版及藏品活化的各式典藏專題展與近年推動的議題實驗展。

### 教育學習
以分齡分眾的策略，規劃各類學習與參與活動，包含演講、座談、播映、導賞、展覽現場對談，以及各式節慶活動等。每年辦理專業志工培訓、學生實習，與國內外藝術家合作策劃兒童藝術教育中心展出計畫和互動學習裝置，及透過工作坊進行的各種探索／體驗課程，提供觀眾自主學習與藝術遊憩空間。

### 行銷推廣
行銷推廣是北美館近年來積極推動的方向，運用公共關係、行銷宣傳、資源整合、國際交流等方式建立與各界優質溝通對話的橋樑，藉由實體行銷策略與媒體發佈、館內外資源的整合運用，建立友好媒體管道、開發新宣傳通路、增強與民眾即時互動、提高觀眾社群黏著度為著眼點，同時耕耘國內外媒體對於本館大型展覽的關注，並透過自媒體與觀眾熱絡互動，形塑北美館數位時代新形象。2021年也推出 Podcast 節目《王大閎您哪位？》，由劇場編導蔡柏璋策劃、主持，共計15集，邀請建築人文學者及影視劇場名人參與，透過平易近人的口吻將已逝建築師王大閎的創作與經歷與聽眾分享。

## 組織架構
北美館隸屬於臺北市政府文化局，為二級機關，置館長、副館長各1人，以及諮詢委員會、美術品典藏審議委員會，下設有研究發展組、展覽規劃組、典藏管理組、教育服務組、行銷推廣組、秘書室、會計室、人事室、政風室，共五個組四個室，預算員額130人，組織架構如下：
館本部包含館長、副館長、研究員、副研究員、研究助理及工友共8人
各單位職掌(預算員額數)如下：
研究發展組（7人）
掌理館務發展研究、館史文獻與圖書業務、現當代藝術學術專題研發及研討會等事項。
- 其下設有美術圖書室，對外提供藝術專業書籍閱覽服務。
- 學術研究出版、館務發展政策擬訂、專案研究、國際學術研討會策辦。

展覽規劃組（25人）
掌理現當代藝術展覽研究、規劃與執行及展示技術研發等事項。
- 其下設有美工設計室、攝影室、佈展小組。
- 國內當代、現代藝術展覽策展、國際展覽引介交流。
- 臺北雙年展、威尼斯雙年展臺灣館策劃、重要國際展覽專案計劃。

典藏管理組（8人）
掌理現當代藝術作品徵集蒐藏、登錄編目、保存、修復及維護等事項。
- 其下設有作品維護室、典藏庫房。
- 美術作品之徵集蒐藏、分類登記、整理考據、裱裝修護。

教育服務組（15人）
掌理藝術教育推廣與交流、美術館志工大隊招募培訓管理等觀眾服務業務；管理兒童藝術教育中心與視聽室。
行銷推廣組（6人）
掌理機關形象、公共關係、媒體宣傳、觀眾開發、贊助合作及數位內容行銷等事項。
秘書室（50人）
掌理文書、檔案、出納、總務、財產之管理與資訊、法制、研考、機電設備、營繕工程、景觀環境等業務及其他不屬於各單位事項。
- 其下設有機電室、駐衛警察隊。
- 行政文書、採購事務、出納保管、財產管理、管制考核、機電管理、警衛安全。

會計室（5人）
依法辦理歲計、會計及統計事項。
人事室（4人）
依法辦理人事管理事項。
政風室（1人）
依法辦理政風事項。

## 歷任首長
美術館籌備處主任
- 蘇瑞屏：1983年1月—1986年9月（1983年12月24日後轉為代理館長）

美術館館長
1. 黃光男：1986年9月—1995年2月（轉任國立歷史博物館館長）
  1. 蔡靜芬：1995年2月—1995年9月（秘書代理）。
2. 張振宇：1995年9月—1996年6月
  1. 劉寶貴：1996年9月—1996年11月（臺北市教育局副局長兼代）
3. 林曼麗：1996年11月—2000年8月
  1. 黃才郎：2000年8月—2000年9月（臺北市教育局副局長兼代）
4. 黃才郎：2000年9月—2007年8月
  1. 謝小韞：2007年8月—2008年12月30日（臺北市文化局副局長兼代）。
5. 謝小韞：2008年12月31日—2010年3月（轉任臺北市文化局局長）
  1. 陳文玲：2010年3月—2010年9月14日（副館長代理）
6. 吳光庭：2010年9月15日—2011年7月31日
  1. 劉明興：2011年8月1日—2011年9月5日（副館長代理）
  2. 翁誌聰：2011年9月5日—2012年7月1日（臺北市文獻委員會執行秘書代理）
7. 黃海鳴：2012年7月2日—2015年1月31日
  1. 蔣雨芳：2015年2月1日—2015年4月29日（副館長代理）
8. 林平：2015年4月30日—2021年2月1日
  1. 蔣雨芳：2021年2月1日—2021年2月25日（副館長代理）
9. 王俊傑：2021年2月26日—2025年1月31日
  1. 劉得堅：2025年2月1日— 現任（臺北市政府文化局副局長兼任代理）

## 未來計畫

### 北美館藝術園區計畫

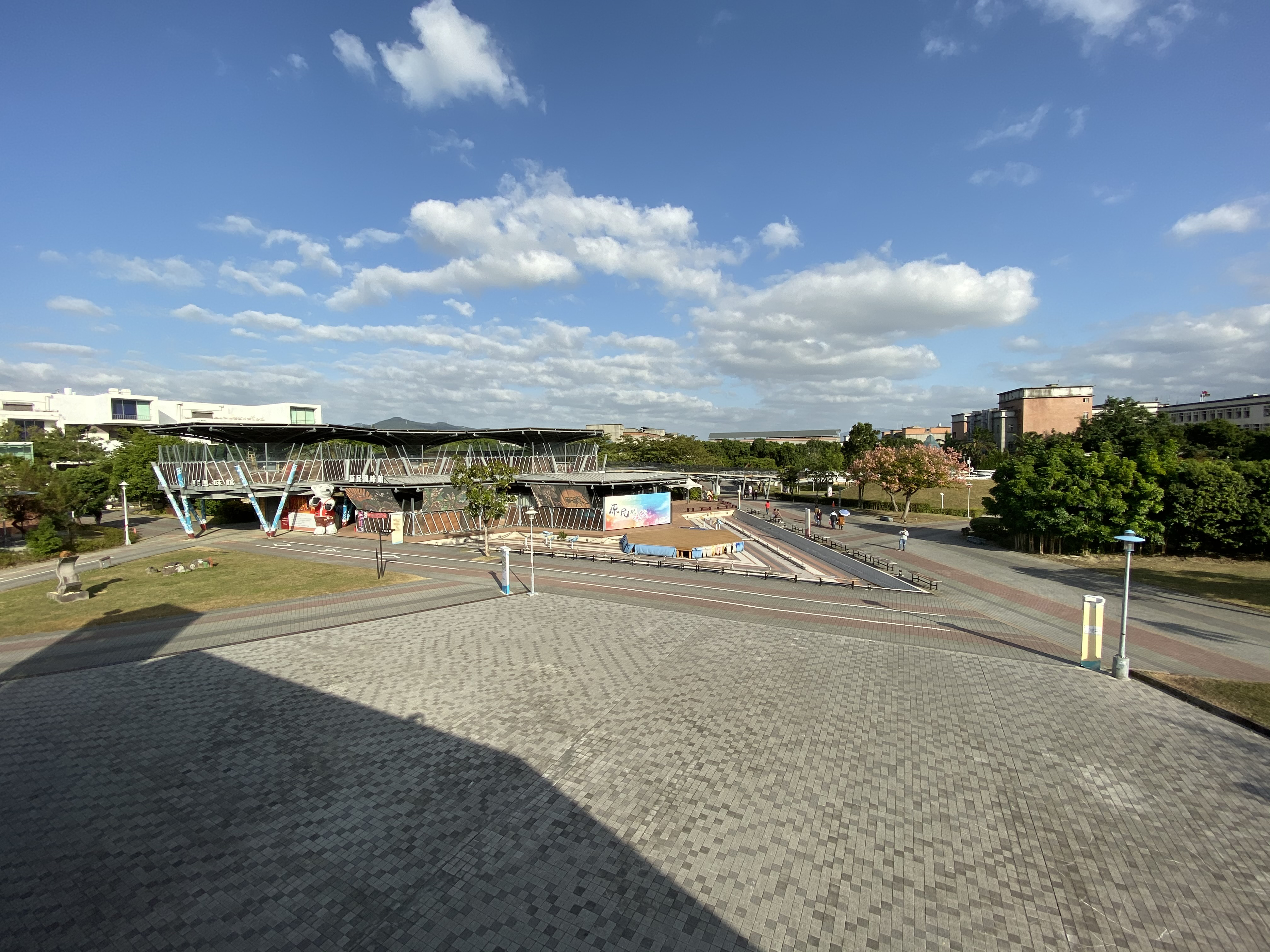
花博公園美術園區

為提升首都美術館功能與高度，啟動「北美館藝術園區擴建計畫」，計畫斥資新台幣53億元，整合周邊約10公頃的花博園區重新規劃為綠地公園，並在其中興建一座地上1層、地下2層、總樓地板面積48,000平方公尺的當代藝術新館，以緩解本館現今僅有24,169平方公尺的空間。

園區將以本館為主體，新館則位於目前原民風味館與舞蝶館位置，原民風味館將移至中山北路另一側的舊兒育中心，舞蝶館將予以拆除。新館建築規劃與自然綠地融合，地面層為公園綠地，地下則為美術館空間；且強調綠色運輸與人本交通的概念，藉由地下連通道穿越中山北路，將西側圓山捷運站人流透過引導至新館，並藉此作為新館主要出入口。

臺北藝術園區擴建工程於2022年9月30日動工，預計2028年開館啟用。

## 參觀資訊

### 開放時間
| 星期一 | 星期二      | 星期三      | 星期四      | 星期五      | 星期六      | 星期日      |
| ------ | ----------- | ----------- | ----------- | ----------- | ----------- | ----------- |
| 閉館   | 09:30–17:30 | 09:30–17:30 | 09:30–17:30 | 09:30–17:30 | 09:30–20:30 | 09:30–17:30 |

### 票價
- 全票：新臺幣 30元
- 優待票：新臺幣15元
- 65歲以上、未滿3歲之民眾，免費入場

◎ 免票區：王大閎建築劇場
註：自110年5月1日起，本館恢復地下樓收費（包含D、E、F展覽室、兒童藝術教育中心、視聽室、圖書文獻中心、餐廳及藝術書店等空間）請先於一樓購票入館。
◎ 每日17:00後，全館免費參觀
◎ 週六全日憑學生證免費參觀

## 交通

### 臺北捷運
自捷運 淡水線圓山站下車後，於1號出口出站，步行穿越花博公園圓山園區，再左轉行進至中山北路三段，於右前方即可抵達美術館。

### 公車
搭乘21、42、200、203、208、218、247、260、277、279、287、310、612、677、1717、2022、9006、紅2、中山幹線至「臺北市立美術館」站下車。
- 公車站牌位置：美術館前（往北，士林大直方向）、花博公園圓山園區小徑與中山北路三段交叉口旁（往南，臺北車站方向）。
- 203、277、279、612僅往北方向設站。
- 紅2、21、中山幹線為無障礙公車。

### 週邊場館
- 臺北故事館
- 中山美術公園
- 中華民國憲兵指揮部
- 台北廣播電台
- 花博公園爭艷館

### 其他公立美術館
- 國立臺灣美術館
- 高雄市立美術館
- 臺南市美術館
- 新北市立美術館
- 桃園市立美術館（興建中）
- 臺中市立美術館（興建中）
- 彰化縣立美術館
- 新竹市美術館
- 嘉義市立美術館
- 臺東美術館
- 屏東美術館
- 台灣博物館列表

## 腳注
1. ↑  . 臺北旅遊網. （原始内容存档于2019-01-10）.
2. ↑  . 中華民國交通部觀光局.   [2014-03-02]. （原始内容存档于2014-06-09）.
3. ↑  . 玉山周報. 2009-08-17  [2014-03-02]. （原始内容存档于2010-06-27）.
4. ↑  . 臺北市政府工務局公園路燈工程管理處. 2013-01-02  [2014-03-02]. （原始内容存档于2014-10-06）.
5. ↑  .   [2022-01-23]. （原始内容存档于2022-01-23）.
6. ↑  陳怡璇. . 中央社. 2019-11-20  [2020-01-04]. （原始内容存档于2020-01-06）.
7. ↑  張玉音. . 典藏 ARTouch.com.   [2020-01-04]. （原始内容存档于2021-04-11）.
8. ↑  . 臺北市立美術館. 2022-09-30  [2022-12-14]. （原始内容存档于2023-06-09） （中文（繁體））.

## 外部連結
- 官方网站（繁體中文）（英文）
- 臺北市立美術館的Facebook專頁（繁體中文）
- 臺北市立美術館的Instagram帳戶（繁體中文）
- YouTube上的臺北市立美術館頻道（繁體中文）